# 1986年のヤクルトスワローズ
1986年のヤクルトスワローズ（1986ねんのヤクルトスワローズ）では、1986年のヤクルトスワローズの動向をまとめる。
この年のヤクルトスワローズは、土橋正幸監督の3年目（途中就任の1984年を含む）のシーズンである。

## 概要
巨人との開幕3連戦で3タテを喫し、最初の11試合でわずか2勝と早くも最下位に定着すると、その後も5月から7月上旬にかけ5連敗2回(うち1度は引き分け挟む)、4連敗1回、3連敗を2回喫し、7月3日時点で借金22と大きく負け越し。しかし7月4日からシーズン初の3連勝、同月10日から2度目の3連勝すると、オールスターゲーム明けの後半開幕早々7連勝し、7月は単月で貯金7を記録、一時は5位大洋に0.5ゲーム差まで迫るが、8月に入り3連敗4連敗各1回、同月末の大洋との5位攻防3連戦に全敗しそのまま5連敗、9月も中旬に4連敗、同月末から10月上旬にかけ7連敗など最下位脱出が遠のいていった。打線では前年に大洋を自由契約になったレオン・リーが4番として活躍しベストナインに選ばれるが、前年の4番杉浦享は故障で42試合の出場にとどまり、この年から打撃コーチ兼任となった若松勉も自己ワーストの打率.275と低迷。チーム打率は.252の5位で、本塁打119本もリーグ5位で阪神と65本差の5位。投手陣も高野光が自己最多の12勝を挙げたがチーム防御率はリーグ唯一の4点台。2年連続最下位が決定的となり土橋監督の辞任も発表される中、シーズン終盤の10月7日、広島と熾烈な優勝争いを展開していた巨人との最終戦で、マーク・ブロハードが槙原寛己から逆転2ランを放ち巨人に引導を渡し、最後の最後で意地を見せた。広島が優勝を決めたのは5日後の10月12日でヤクルト戦だったが、この年優勝の広島にヤクルトは最後まで食らいつき、12勝14敗と健闘したが2位巨人には9勝16敗1分と大きく負け越した。

## チーム成績

### レギュラーシーズン
| 1 | 遊 | 水谷新太郎 |
| 2 | 左 | 若松勉     |
| 3 | 三 | レオン     |
| 4 | 右 | 杉浦享     |
| 5 | 中 | ブロハード |
| 6 | 一 | 広沢克実   |
| 7 | 捕 | 八重樫幸雄 |
| 8 | 二 | 角富士夫   |
| 9 | 投 | 荒木大輔   |

| 順位 | 4月終了時 | 4月終了時 | 5月終了時 | 5月終了時 | 6月終了時 | 6月終了時 | 7月終了時 | 7月終了時 | 8月終了時 | 8月終了時 | 9月終了時 | 9月終了時 | 最終成績 | 最終成績 |
| ---- | --------- | --------- | --------- | --------- | --------- | --------- | --------- | --------- | --------- | --------- | --------- | --------- | -------- | -------- |
| 1位  | 広島      | --        | 広島      | --        | 広島      | --        | 広島      | --        | 巨人      | --        | 巨人      | --        | 広島     | --       |
| 2位  | 巨人      | 3.0       | 巨人      | 5.0       | 巨人      | 1.5       | 巨人      | 0.0       | 広島      | 2.5       | 広島      | 1.5       | 巨人     | 0.0      |
| 3位  | 大洋      | 3.5       | 大洋      | 5.0       | 阪神      | 6.0       | 阪神      | 3.5       | 阪神      | 7.5       | 阪神      | 10.5      | 阪神     | 13.5     |
| 4位  | 阪神      | 4.5       | 阪神      | 6.0       | 大洋      | 9.5       | 中日      | 10.5      | 中日      | 13.5      | 中日      | 16.5      | 大洋     | 20.0     |
| 5位  | 中日      | 5.5       | 中日      | 6.5       | 中日      | 10.5      | 大洋      | 12.0      | 大洋      | 15.5      | 大洋      | 18.0      | 中日     | 20.0     |
| 6位  | ヤクルト  | 7.5       | ヤクルト  | 13.5      | ヤクルト  | 17.5      | ヤクルト  | 13.0      | ヤクルト  | 18.0      | ヤクルト  | 25.5      | ヤクルト | 27.5     |

| 順位 | 球団               | 勝 | 敗 | 分 | 勝率 | 差   |
| 1位  | 広島東洋カープ     | 73 | 46 | 11 | .613 | 優勝 |
| 2位  | 読売ジャイアンツ   | 75 | 48 | 7  | .610 | 0.0  |
| 3位  | 阪神タイガース     | 60 | 60 | 10 | .500 | 13.5 |
| 4位  | 横浜大洋ホエールズ | 56 | 69 | 5  | .448 | 20.0 |
| 5位  | 中日ドラゴンズ     | 54 | 67 | 9  | .446 | 20.0 |
| 6位  | ヤクルトスワローズ | 49 | 77 | 4  | .389 | 27.5 |

## オールスターゲーム1986
- ファン投票

荒木大輔
- 監督推薦

高野光

## 表彰選手
| リーグ・リーダー |
| ---------------- |
| 受賞者なし       |

| ベストナイン       | ベストナイン | ベストナイン |
| 選手名             | ポジション   | 回数         |
| ------------------ | ------------ | ------------ |
| レオン             | 三塁手       | 初受賞       |
| ゴールデングラブ賞 |              |              |
| 選出なし           |              |              |

## ドラフト
| 順位 | 選手名     | ポジション | 所属           | 結果 |
| ---- | ---------- | ---------- | -------------- | ---- |
| 1位  | 西岡剛     | 投手       | 近畿大学       | 入団 |
| 2位  | 土橋勝征   | 内野手     | 印旛高         | 入団 |
| 3位  | 内藤尚行   | 投手       | 豊川高         | 入団 |
| 4位  | 飯田哲也   | 捕手       | 拓殖大学紅陵高 | 入団 |
| 5位  | 佐々木重樹 | 投手       | 泉館山高       | 入団 |
| 6位  | 鈴木康博   | 外野手     | 日光高         | 入団 |